# アルデヒド

アルデヒドの一般構造式

最も単純なアルデヒド：ホルムアルデヒド

アルデヒド（英: aldehyde）とは、分子内に、ホルミル基 {\displaystyle {\ce {-C(=O)-H}}} を有する有機化合物の総称である。ホルミル基および任意の基（ {\displaystyle {\ce {-R}}} ）から構成されるため、一般式は {\displaystyle {\ce {R-CHO}}} で表される。ホルミル基はアルデヒド基ともいうが、これはIUPAC命名法に沿わない名称であり、日本化学会はホルミル基の呼称を推奨している。
アルデヒドとケトンとでは、前者は炭素骨格の終端となるが、後者は炭素骨格の中間点となるという点で異なる。多くのアルデヒドは特有の臭気を持つ。

## 構造
アルデヒドは、その中心炭素がsp2混成軌道であり、これに酸素原子が二重結合、水素原子が単結合で結合した平面構造をとる。この炭素-水素結合(C-H)は酸性ではない。しかし、アルデヒドのα水素では、共役塩基の共鳴安定化のためpKaは約17になり、一般的なアルカンのpKa=30よりも酸性度はずっと大きい。これは、ホルミル中心の電子求引性が大きいのと、共役塩基であるエノラートアニオンにより陰電荷が非局在化するためと考えられている。
ホルムアルデヒドを除くアルデヒドにはケト-エノール互変異性があり、酸または塩基によって触媒される。通常、平衡はケト型へ傾いている。

## 命名法

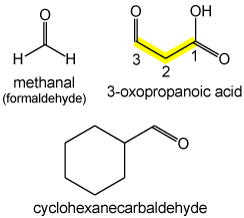
アルデヒドのIUPAC命名法の例

IUPACではアルデヒドの命名法を以下のように定めている。
1. 非環式の脂肪族アルデヒドはホルミル基を含む最も長い炭素鎖から誘導して命名する。従って、{\displaystyle {\ce {HCHO}}}はメタンから誘導され、{\displaystyle {\ce {CH3CH2CH2CHO}}} はブタンから誘導される。名称はアルカンの語尾の -e （-ン）を -al （-アール）にする。つまり、HCHOはメタナール(methanal)、{\displaystyle {\ce {CH3CH2CH2CHO}}} はブタナール(butanal)となる。
2. ホルミル基が環についているときは語尾に -carbaldehyde （-カルバルデヒド）を使う。従って、{\displaystyle {\ce {C6H11CHO}}} はシクロヘキサンカルバルデヒド(cyclohexanecarbaldehyde)となる。もし、他の官能基が存在した場合は接頭辞の formyl- （ホルミル-）を使う。接頭辞は methanoyl- （メタノイル-）が推奨される。
3. 化合物が天然に生成するカルボン酸のときは、ホルミル基が結合した炭素原子を指示して接頭辞 oxo- （オキソ-）を使う。例えば、{\displaystyle {\ce {CHOCH2COOH}}}は、3-オキソプロパン酸(3-oxopropanoic acid)と命名される。
4. ホルミル基がカルボン酸のカルボキシル基から合成された場合はそのカルボン酸の慣用名から誘導される。語尾の -ic acid または -oic acid を -aldehyde に変える。例えば、HCHOはホルムアルデヒド、{\displaystyle {\ce {CH3CHO}}}はアセトアルデヒド、{\displaystyle {\ce {C6H5CHO}}}はベンズアルデヒドとなる。

## 性質
水素結合を作らないために、アルコールに比べて極性溶媒に溶けにくいが、極性があるため水によく溶ける（水和されやすい）。また、炭化水素基をもつため有機溶媒にも溶ける。還元性を持ち、酸化されるとカルボン酸になる。銀鏡反応、フェーリング反応に陽性。アルデヒドのIUPAC名は炭化水素の語尾 -e を -al に置き換えることで命名できる。アルデヒドの語源は脱水素アルコールを意味するラテン語 alcohol dehydrogenatum の al + dehyd + eである。ユストゥス・フォン・リービッヒが使い始めたとされる。
低級アルデヒドは強い刺激臭をもつ。また、アルデヒドは全体的に辛味を有し、特に芳香族アルデヒドは一部のスパイスの辛味成分ともなっている。
沸点を同じ炭素数について比べると、エーテル＜アルデヒド＜アルコール の順である。

## ホルミル基

ホルミル基

ホルミル基 (formyl group) は -CHO と構造が表される1価の官能基で、「ホルミル-」は IUPAC命名法の接頭辞として用いられる。アルデヒド基とも呼ばれる。第一級アルコールの -CH2OH の部位を酸化することで得られる。また、ホルミル基を酸化するとカルボキシ基を得ることができる。水素結合がごく弱いため、自己会合は弱く、水との親和性も弱い。
ジカルボン酸の片方のカルボキシ基が還元されてホルミル基になったものは通俗的にセミアルデヒドと呼ぶことがある。（例：コハク酸セミアルデヒド、グルタミン酸-1-セミアルデヒド、2-アミノアジピン酸-6-セミアルデヒド）

### 単糖
単糖類はホルミル基とカルボニル基(ケトン基)を持つものに大別されるが、前者のアルデヒドの性質を持つ糖をアルドース、後者のケトンの性質を持つ糖をケトースと呼ぶ。

## 毒性
多くの生物にとって有害で、ホルミル基がタンパク質の側鎖のアミノ基と反応を起こし、さらには架橋反応に進むため、これを凝固させる作用を持つ。それを利用したものに生物学研究におけるホルマリン固定やグルタールアルデヒド固定があり、ブドウ糖のようなアルドースが糖尿病において、次第に血管のコラーゲンやエラスチン、水晶体のクリスタリンなどといった高寿命タンパク質を蝕み、こうしたタンパク質を多く含む器官に損傷を与えるのも、同じ原理による。また、アルデヒドの一種であるアセトアルデヒドはエタノールがアルコールデヒドロゲナーゼの触媒作用によって生成し、アルデヒドデヒドロゲナーゼの働きで酢酸となる。弱い型のアルデヒドデヒドロゲナーゼを持つ人はアセトアルデヒドの中毒（=二日酔い）になりやすい。

## 合成法
アルデヒドは実験室的には第一級アルコールを弱い酸化剤（例えばクロロクロム酸ピリジニウム (PCC)）で酸化すると生成する。
{\displaystyle {\ce {R-CH2OH + oxidant -> R-CHO}}}
PCC酸化の他にも多くの酸化法が知られる。PDC酸化、スワーン酸化、TPAP酸化、デス・マーチン酸化 、TEMPO酸化、向山酸化  などを参照されたい。工業的な酸化方法では、銅などの触媒を用いてアルコールを空気または酸素で酸化する方法がよく用いられる。
ワッカー酸化は、末端アルケンに水を付加してアルデヒドを得る手法として工業的に利用される（エチレンからアセトアルデヒドの工業的生成）。
DIBAL は、カルボン酸エステルを還元してアルデヒドを得るための試薬として用いられる。ニトリルは酸と塩化スズ(II)の作用でアルデヒドに変わる（スチーブン合成）。

上記の酸化・還元反応のほか、芳香族化合物やアルケンに直接ホルミル基を導入する反応がビルスマイヤー・ハック反応などいくつか知られる。それらはホルミル化、ホルミル化反応と総称される。
工業的なアルデヒド合成法としては、ワッカー酸化とともに、アルケンの二重結合に対して水素と一酸化炭素を触媒を用いて付加させるヒドロホルミル化（オキソ法）が多用される。
{\displaystyle {\ce {RCH=CHR' + H2 + CO -> RCH2-CHR'-CHO}}}
これらの酸化反応を第二級アルコールで行うとケトンが生成し、第三級アルコールは反応しない。したがって、「第二級アルデヒド」、「第三級アルデヒド」という物質は存在しない。

## 主な化学反応
アルデヒドとグリニャール試薬を反応させて、酸で処理するとアルコールが生成する。
{\displaystyle {\ce {R-CHO + R'MgBr -> RR'CHOH}}} （R = 有機基または H）
アルデヒドを適切な酸化剤（例えば亜塩素酸ナトリウム）で酸化するとカルボン酸になる。
{\displaystyle {\ce {R-CHO + HClO2 -> R-CO2H + HOCl}}}
水素化アルミニウムリチウムや水素化ホウ素ナトリウムなどで還元するとアルコールに変わる。
{\displaystyle {\ce {R-CHO + NaBH4 -> R-CH2OH}}}
酸触媒の存在下、アルコールと脱水反応を行わせると、アセタールが得られる。この反応はホルミル基の保護に利用される。
{\displaystyle {\ce {R-CHO + 2R'OH -> R-CH(OR')2}}}
銀鏡反応やフェーリング反応では、アルデヒドの還元力を利用している。
ほかアルデヒドはオキシム、イミンの原料となる。
アルデヒドを基質とする人名反応は数多く、代表例のごく一部としてクネーフェナーゲル縮合、ウィッティヒ反応 を挙げる。これらはいずれも炭素-炭素結合生成として重要な反応である。

## 主なアルデヒド
- ホルムアルデヒド （メタナール、{\displaystyle {\ce {HCHO}}}） - 水溶液はホルマリンと呼ばれる
- アセトアルデヒド （エタナール、{\displaystyle {\ce {CH3CHO}}}）
- プロピオンアルデヒド （プロパナール、{\displaystyle {\ce {C2H5CHO}}}）
- ブタナール ({\displaystyle {\ce {C3H7CHO}}})
- ペンタナール ({\displaystyle {\ce {C4H9CHO}}})
- ヘキサナール ({\displaystyle {\ce {C5H11CHO}}})
- ヘプタナール ({\displaystyle {\ce {C6H13CHO}}})
- オクタナール ({\displaystyle {\ce {C7H15CHO}}})
- ノナナール ({\displaystyle {\ce {C8H17CHO}}})
- デカナール ({\displaystyle {\ce {C9H19CHO}}})
- アクロレイン （ビニルアルデヒド、{\displaystyle {\ce {CH2=CHCHO}}}）
- ベンズアルデヒド （{\displaystyle {\ce {C6H5CHO}}}） - アンズ（杏仁）の芳香成分。
- シンナムアルデヒド （桂皮アルデヒド、{\displaystyle {\ce {C6H5CH=CHCHO}}}） - シナモンの芳香及び辛味成分。
- ペリルアルデヒド ({\displaystyle {\ce {C9H13CHO}}}) - シソの芳香及び辛味成分。
- バニリン({\displaystyle {\ce {C6H3(OH)(OCH3)CHO}}}) - バニラの芳香成分。
- グリオキサール（ジアルデヒド、{\displaystyle {\ce {(CHO)2}}}）
- マロンジアルデヒド - 体内の脂質過酸化生成物
- グリセルアルデヒド ({\displaystyle {\ce {CH2(OH)CH(OH)CHO}}})